# Чепари Памантени (Арђеш)
Чепари Памантени (рум. Cepari Pământeni) насеље је у Румунији у округу Арђеш. Oпштина се налази на надморској висини од 535 m.

## Становништво
Према подацима из 2011. године у насељу је живело 2452 становника.